# Samuel S. Hinds
Pour les articles homonymes, voir Samuel Hinds.

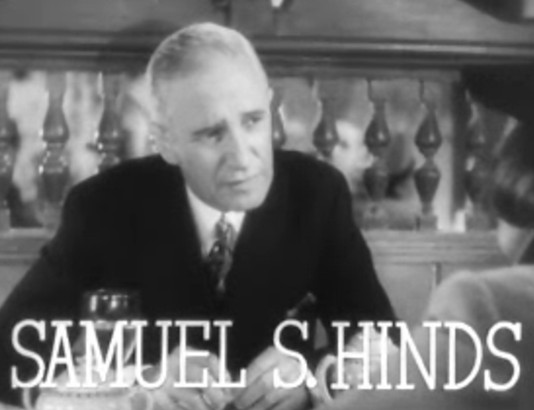
dans Pension d'artistes (1937)

Samuel S. Hinds est un acteur américain, né Samuel Southey Hinds à New York le 4 avril 1875, mort à Pasadena (Californie) le 13 octobre 1948.

## Biographie
Il apparaît au cinéma dans un film muet de 1926, puis après l'avènement du parlant, de 1932 à 1949 (son dernier film sort l'année suivant sa mort), notamment dans des réalisations de Frank Capra ou Gregory La Cava.
Il est parfois crédité "Samuel Hinds" ou "Sam Hinds".

## Filmographie partielle

### Années 1920-1930
- 1926 : Un gentleman amateur (The Amateur Gentleman) de Sidney Olcott, non crédité
- 1933 : Berkeley Square de Frank Lloyd
- 1933 : Déluge (The Deluge) de Felix E. Feist
- 1933 : La Revanche du cœur (Bed of Roses) de Gregory La Cava
- 1933 : Gabriel au-dessus de la Maison-Blanche (Gabriel over the White House) de Gregory La Cava
- 1933 : Les Quatre Filles du docteur March (Little Women) de George Cukor
- 1933 : Grande Dame d'un jour (Lady for a Day) de Frank Capra
- 1933 : L'Irrésistible (Son of a Sailor) de Lloyd Bacon
- 1934 : You Can't Buy Everything de Charles Reisner
- 1934 : Comme les grands (No Greater Glory) de Frank Borzage
- 1934 : Les Hommes en blanc (Men in White) de Richard Boleslawski
- 1934 : L'Ennemi public no 1 (Manhattan Melodrama) de W. S. Van Dyke
- 1934 : The Ninth Guest de Roy William Neill
- 1934 : The Defense Rests de Lambert Hillyer
- 1934 : Miracle d'amour (Have a Heart) de David Butler
- 1934 : A Lost Lady d'Alfred E. Green
- 1935 : Bas le masque (Behind the Evidence) de Lambert Hillyer
- 1935 : L'Ombre du doute (Shadow of Doubt) de George B. Seitz
- 1935 : Soir de gloire (Annapolis Farewell) d'Alexander Hall
- 1935 : La Dernière Rumba (Rumba) de Marion Gering
- 1935 : Mondes privés (Private Worlds) de Gregory La Cava
- 1935 : Le Corbeau (The Raven) de Lew Landers
- 1935 : Code secret (Rendezvous) de William K. Howard
- 1935 : Je te dresserai (In Person) de William A. Seiter
- 1935 : Le Bousilleur (Devil Dogs of the Air) de Lloyd Bacon
- 1935 : Qui ? (College Scandal) d'Elliott Nugent
- 1936 : Corsaires de l'air (Border Flight) d'Otho Lovering
- 1936 : La Fièvre des tropiques (His Brother's Wife) de W. S. Van Dyke
- 1936 : La Fille du bois maudit (The Trail of the Lonesome Pine) de Henry Hathaway
- 1936 : Sans foyer (Timothy's Quest) de Charles Barton
- 1937 : La Légion noire (Black Legion) d'Archie Mayo
- 1937 : Pension d'artistes (Stage Door) de Gregory La Cava
- 1937 : Alerte la nuit (Night Key) de Lloyd Corrigan
- 1937 : À l'est de Shanghaï (Wings Over Honolulu) de H. C. Potter
- 1938 : Swing That Cheer de Harold D. Schuster
- 1938 : Femmes délaissées  (Wives Under Suspicion) de James Whale
- 1938 : Pilote d'essai (Test Pilot) de Victor Fleming
- 1938 : La Coqueluche de Paris (The Rage of Paris) de Henry Koster
- 1938 : Tempête (The Storm) de Harold Young
- 1938 : Vous ne l'emporterez pas avec vous (You can't take it with you) de Frank Capra
- 1938 : Le Jeune docteur Kildare (Young Dr. Kildare) de Harold S. Bucquet
- 1939 : On demande le docteur Kildare (Calling Dr Kildare) de Harold S. Bucquet
- 1939 : Le Secret du docteur Kildare (The Secret of Dr. Kildare), de Harold S. Bucquet
- 1939 : Femme ou Démon (Destry rides again) de George Marshall
- 1939 : Premier Amour (First Love) de Henry Koster
- 1939 : Career de Leigh Jason

### Années 1940
- 1940 : La Maison des sept péchés (Seven Sinners) de Tay Garnett
- 1940 : L'Étrange Cas du docteur Kildare (Dr. Kildare's Strange Case) de Harold S. Bucquet
- 1940 : Sur la piste des vigilants (Trail of the Vigilantes) d'Allan Dwan
- 1940 : Chanson d'avril (Spring Parade) de Henry Koster
- 1940 : La Douce Illusion (It's a Date) de William A. Seiter
- 1941 : Deux Nigauds soldats (Buck Privates) de Arthur Lubin
- 1941 : L'Échappé de la chaise électrique (Man Made Monster) de George Waggner
- 1941 : Une femme à poigne (The Lady from Cheyenne) de Frank Lloyd
- 1941 : Les Oubliés (Blossoms in the Dust) de Mervyn LeRoy
- 1941 : Le Retour du proscrit (The Shepherd of the Hills) de Henry Hathaway
- 1941 : Histoire inachevée (Unfinished business) de Gregory La Cava
- 1941 : Hellzapoppin de H. C. Potter
- 1942 : Les Écumeurs (The Spoilers) de Ray Enright
- 1942 : Deux Nigauds dans une île (Pardon my Sarong) de Erle C. Kenton
- 1942 : L'Assassin au gant de velours (Kid Glove Killer) de Fred Zinnemann
- 1942 : La Fièvre de l'or noir (Pittsburgh) de Lewis Seiler
- 1942 : Deux Nigauds cow-boys (Ride 'Em Cowboy) de Arthur Lubin
- 1942 : Grand Central Murder de S. Sylvan Simon
- 1942 : Mademoiselle Palmer et son psychiatre (Lady in a Jam) de Gregory La Cava
- 1943 : Deux Nigauds dans le foin (It Ain't Hay) de Erle C. Kenton
- 1943 : Monsieur Swing (Mister Big) de Charles Lamont
- 1943 : Good Morning, Judge réalisé par Jean Yarbrough
- 1943 : Liens éternels (Hers to Hold) de Frank Ryan
- 1943 : Le Fils de Dracula (Son of Dracula) de Robert Siodmak
- 1944 : Les Mains qui tuent (Phantom Lady) de Robert Siodmak
- 1944 : L'Atavisme qui tue (Jungle Woman) de Reginald Le Borg
- 1944 : Escadrille de femmes (Ladies Courageous) de John Rawlins
- 1944 : Les Flirts des Corrigans (Chip Off the Old Block)
- 1944 : Le Signe du cobra (Cobra Woman) de Robert Siodmak
- 1945 : Deanna mène l'enquête (Lady on the train) de Charles David
- 1945 : Week-end au Waldorf (Week-End at the Waldorf) de Robert Z. Leonard
- 1945 : L'Oncle Harry (The Strange Affair of Uncle Harry) de Robert Siodmak
- 1945 : La Rue rouge (Scarlet Street) de Fritz Lang
- 1946 : La vie est belle (It's a Wonderful Life) de Frank Capra
- 1946 : Blonde Alibi
- 1947 : L'Œuf et moi (The Egg and I) de Chester Erskine
- 1948 : Appelez nord 777 (Call Northside 777) de Henry Hathaway
- 1948 : Le Garçon aux cheveux verts (The Boy with Green Hair) de Joseph Losey
- 1949 : L'Île au complot (The Bribe) de Robert Z. Leonard